# Vilhelm af Anhalt-Dessau
Prins Vilhelm af Anhalt-Dessau (29. maj 1807–8. august 1864) var en tysk prins af Anhalt-Dessau. Han tilhørte Huset Askanien og var en yngre søn af arveprins Frederik af Anhalt-Dessau.

## Biografi
Prins Vilhelm blev født den 29. maj 1807 i Dessau i Anhalt som det syvende barn og femte søn af arveprins Frederik af Anhalt-Dessau i hans ægteskab med landgrevinde Amalie af Hessen-Homburg. Hans far var det eneste overlevende barn af fyrst Leopold 3. af Anhalt-Dessau og var arving til det lille fyrstendømme (og fra 1807 hertugdømme) Anhalt-Dessau i det centrale Tyskland.
Vilhelm købte i 1832 det såkaldte Palais Bosse i Johannisstraße i Dessau for 13.500 daler, der derved blev omdøbt til Prins Vilhelms Palæ. Bygningen blev senere ramme om det hertugelige bibliotek.
Prins Vilhelm giftede sig morganatisk den 9. juli 1840 med Emilie Klausnitzer (1812–1888), datter af hofmusiker i Dessau Karl Friedrich Klausnitzer. Hun fik i 1842 tillagt titlen Friherreinde af Stolzenberg. Wilhelm og Emilie levede sidenhen i Wien som baron og baronesse von Stolzenberg, hvor de tilhørte kredsen omkring Johann Strauss den yngre.
Vilhelm adopterede i 1855 sin brors datter, grevinde Helene von Reina (1835–1860), der derved blev Prinsesse af Anhalt og samme år giftede sig med Fyrst Friedrich Günther af Schwarzburg-Rudolstadt (1793–1867).
Prins Vilhelm døde som 57-årig den 8. oktober 1864 i Wien.